# Bundesstraße 186

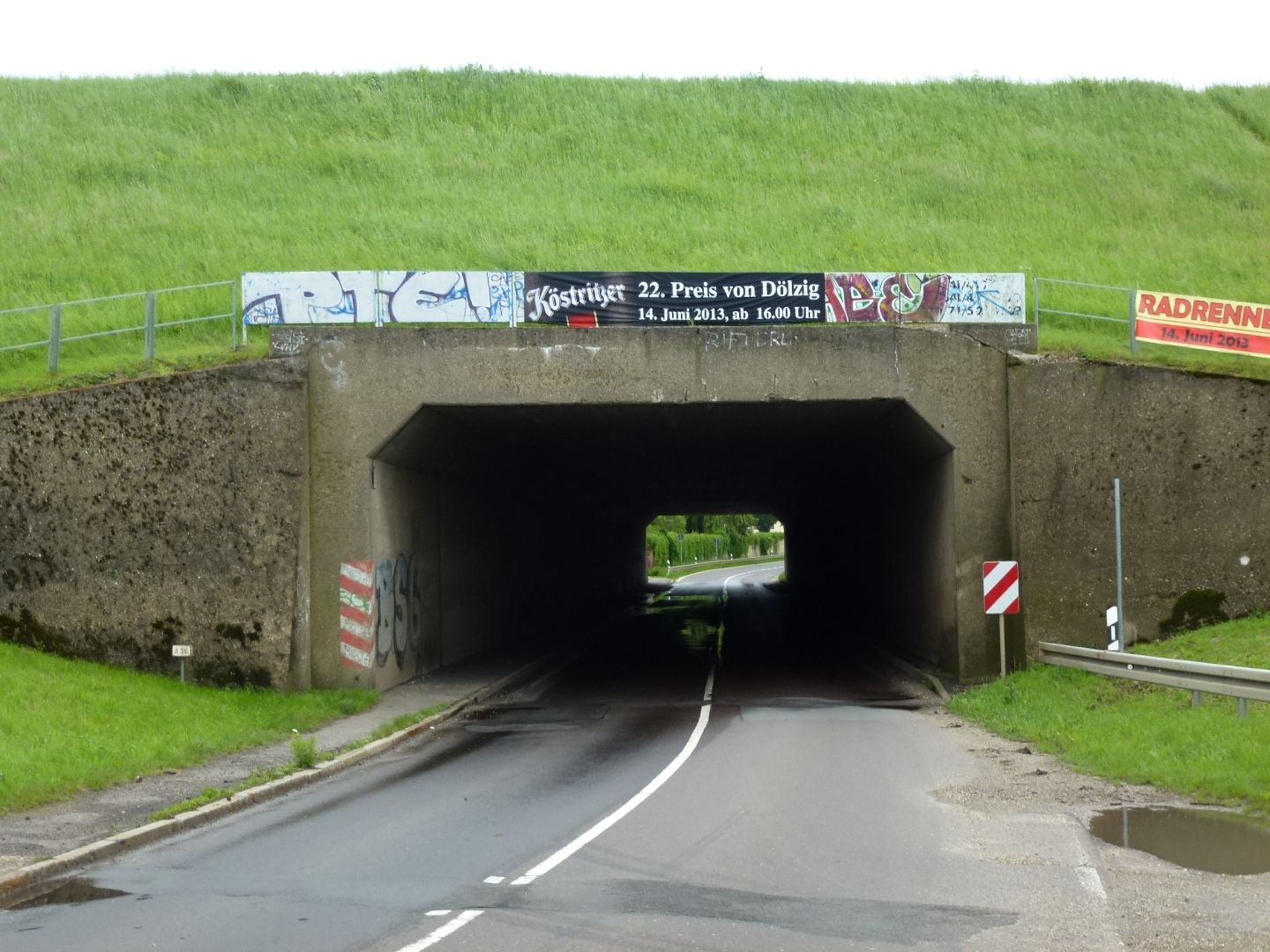
Tunnel der B 186 unter dem Elster-Saale-Kanal bei Dölzig

Die Bundesstraße 186 (Abkürzung: B 186) ist eine deutsche Bundesstraße in Sachsen.

## Ausbauzustand
Der Ausbauzustand der B 186 gliedert sich wie folgt:
| Abschnitt                                          | Streifen | Trennstreifen | Bemerkung |
| -------------------------------------------------- | -------- | ------------- | --------- |
| Schkeuditz – S 46 Leipzig-Rehbach                  | 2        | nein          |           |
| S 46 Leipzig-Rehbach – AS Leipzig-Südwest          | 4        | ja            |           |
| AS Leipzig-Südwest – Leipzig-Zur Weißen Mark       | 2        | nein          |           |
| Leipzig-Zur Weißen Mark – K 7957 Zwenkau-Zitzschen | 3        | nein          |           |
| K 7957 Zwenkau-Zitzschen – Zwenkau                 | 2        | nein          |           |

## Weiteres

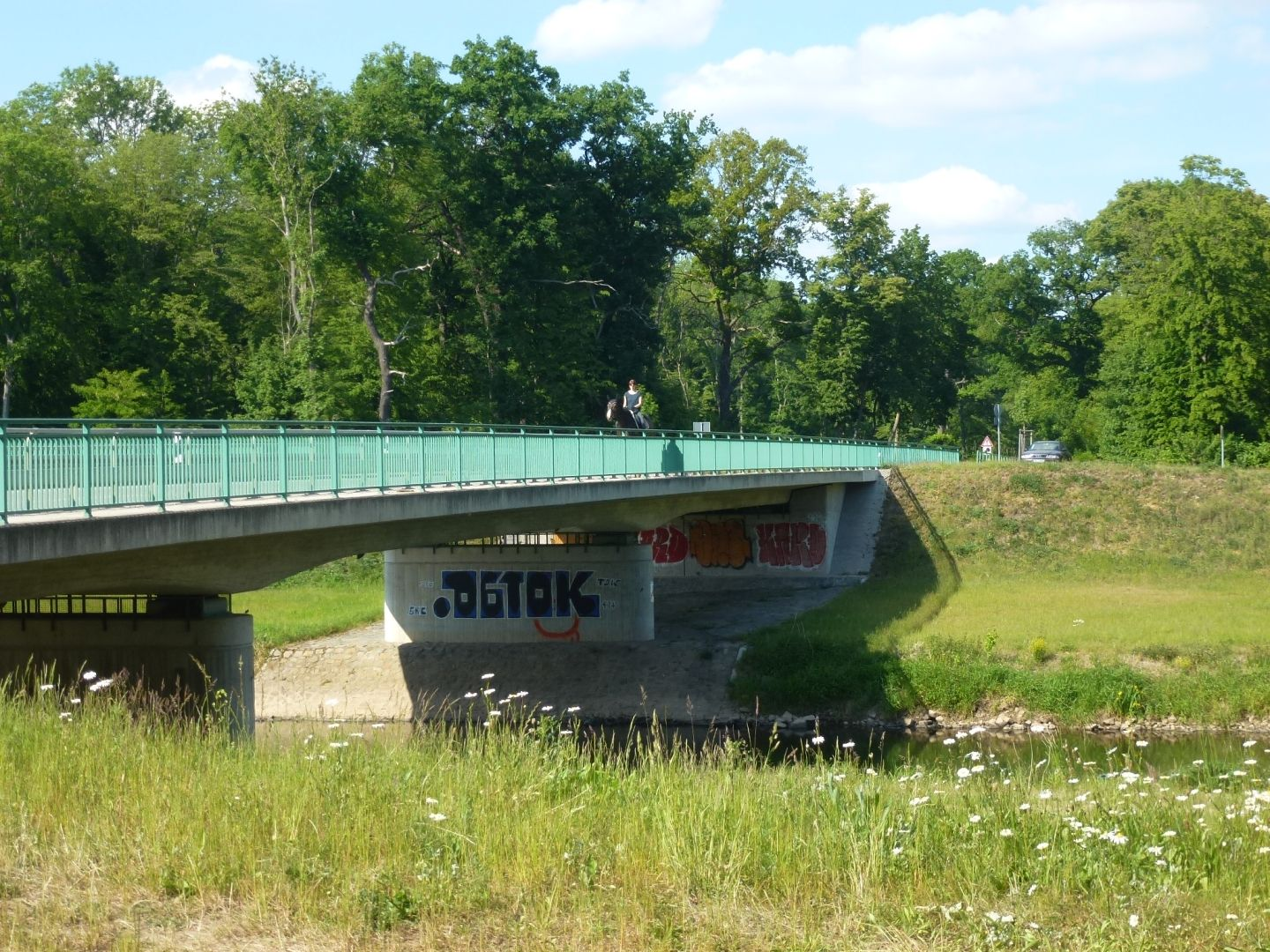
Brücke über die Neue Luppe

Die Nummer 186 wurde bereits im Dritten Reich vergeben, allerdings erst bei der zweiten Phase der Nummerierung, welche um das Jahr 1937 durchgeführt wurde. Damals war für die Reichsstraße 186 die Streckenführung Köthen–Bitterfeld vorgesehen, welche heute von der B 183 bedient wird.
Ursprünglich handelte es sich bei der Fernstraße 186 in der DDR um eine Ringstraße, die den Fernverkehr um Leipzig herum leiten sollte und dabei Leipzigs Nachbarstädte Schkeuditz, Taucha, Markkleeberg und Markranstädt miteinander verband. Durch den Braunkohletagebau wurden die Abschnitte zwischen Schkeuditz und Taucha (nördlich von Leipzig) sowie im Süden (zwischen Zwenkau und Markkleeberg) unterbrochen, so dass zwei nicht miteinander verbundene Teilstücke existierten. Der östliche Abschnitt, vom Markkleeberger Ortsteil Wachau bis zur Bundesstraße 6 in Borsdorf, wurde 2010 abgestuft und den Staatsstraßen 46 und 78 zugeschlagen.
Europastraßen verlaufen nicht auf der Strecke der B 186.